# Liste der Baudenkmale in Burg Stargard
In der Liste der Baudenkmale in Burg Stargard sind alle denkmalgeschützten Bauten der Stadt Burg Stargard (Mecklenburg-Vorpommern) und ihrer Ortsteile aufgelistet. Grundlage ist die Veröffentlichung der Denkmalliste des Landkreises Mecklenburgische Seenplatte (Auszug) vom 20. Januar 2017.

## Baudenkmale nach Ortsteilen

### Burg Stargard
| ID   | Lage                              | Bezeichnung                                                   | Beschreibung | Bild                                           |
| ---- | --------------------------------- | ------------------------------------------------------------- | --- | ---------------------------------------------- |
| 78   | Burg 4 (Karte)                    | Marstall                                                      | | Marstall                                       |
| 68   | Am Berge 3                        | Wohnhaus                                                      | |                                                |
| 69   | Am Markt 6                        | Handschwengelpumpe (auf dem Hof)                              | |                                                |
| 70   | Am Markt 8, 9                     | Wohn- und Geschäftshaus                                       | | Wohn- und Geschäftshaus                        |
| 71   | Carl-Stolte-Straße 1 (Karte)      | Kirche                                                        | Urspr. gotische, 3-jochige, dreischiffige Basilika aus Feldstein vom 13. Jh. heutiger langgestreckter Putzbau als Saal entstand nach Brand von 1758, erhaltenes Mittelschiff, alter Turm ersetzt durch neugotischen Westturm von 1894 aus Backstein mit spitzem Turmhelm. | Weitere Bilder                                 |
| 74   | Bahnhofstraße 15 (Karte)          | Bahnhof mit                                                   | | Weitere Bilder                                 |
| 74   | Bahnhofstraße 15                  | Empfangsgebäude,                                              | | Empfangsgebäude,                               |
| 74   |                                   | Güterabfertigungsgebäude,                                     | | Güterabfertigungsgebäude,                      |
| 74   |                                   | Stellwerk (Bahnhofstraße),                                    | |                                                |
| 74   |                                   | Stellwerk (Strelitzer Straße)                                 | |                                                |
| 75   | Bahnhofstraße                     | Sowjetischer Friedhof und                                     | | Sowjetischer Friedhof und                      |
| 75   |                                   | Ehrendenkmal                                                  | |                                                |
| 76   | Bahnhofstraße 6                   | Eingangsbereich und                                           | | Eingangsbereich und                            |
| 76   |                                   | darüberliegender Erker                                        | |                                                |
| 77   | Burg                              | Grab- und Gedenkstein Hans Leuss                              | |                                                |
| 78   | Burg 3                            | Burganlage mit                                                | Elf teils erhaltene Backsteinbauten: Vor- und Hauptburg vom 13. Jahrhundert, runder Bergfried von um 1245 (Umbau 1821–1823), 2-gesch. Oberes Toraus von 1240/50 mit Kapelle von 1280 (Umbauten 16. Jh., heute Ruine), 2-gesch. Unteres Tor von um 1250, verstärkt im 16. Jh., Umbau 17. Jh., Krummes Haus nach Brand von 1919 nur als Ruine erhalten, das Amtsschreiberhaus vom 18. Jh., Burgschänke vom 19. Jh., Stallhaus vom 19. Jh. | Weitere Bilder                                 |
| 78   | Burg 4                            | Unterem Tor,                                                  | | Weitere Bilder                                 |
| 78   | Burg 3                            | Oberem Tor,                                                   | |                                                |
| 78   |                                   | Damenflügel,                                                  | |                                                |
| 78   | (Karte)                           | Burgkapelle,                                                  | | Weitere Bilder                                 |
| 78   |                                   | Ruine des Krummen Hauses,                                     | |                                                |
| 78   |                                   | Alte Münze,                                                   | |                                                |
| 78   |                                   | Bergfried,                                                    | |                                                |
| 78   |                                   | Turmstumpf,                                                   | |                                                |
| 78   |                                   | Schöpfgang,                                                   | |                                                |
| 78   | Burg 1 (Karte)                    | Gefangenenhaus,                                               | | Weitere Bilder                                 |
| 78   | Burg 2 (Karte)                    | Amtsreiterhaus,                                               | | Weitere Bilder                                 |
| 78   | Burg 3                            | ehem. Pferdestall (1895),                                     | |                                                |
| 78   |                                   | Stallscheune,                                                 | |                                                |
| 78   |                                   | kleinem Stall,                                                | |                                                |
| 78   | Burg 4                            | Marstall,                                                     | |                                                |
| 78   | Burg 3                            | Burgmauerresten,                                              | |                                                |
| 78   |                                   | Burgwall,                                                     | |                                                |
| 78   |                                   | Burggraben,                                                   | |                                                |
| 78   |                                   | Park,                                                         | |                                                |
| 78   |                                   | Feldsteineinfriedung                                          | |                                                |
| 78   |                                   | Hindenburg-Stein                                              | |                                                |
| 79   | Burgstraße                        | Kopfsteinpflaster mit Wasserrinne                             | |                                                |
| 80   | Burgstraße                        | Eiskeller                                                     | |                                                |
| 81   | Burgstraße 1                      | Wohnhaus                                                      | |                                                |
| 82   | Carl-Stolte-Straße 2              | Pfarrhaus mit                                                 | |                                                |
| 82   |                                   | Hofmauer                                                      | |                                                |
| 83   | Carl-Stolte-Straße 3              | ehem. Schule                                                  | |                                                |
| 85   | Carl-Stolte-Straße 8              | Wohnhaus                                                      | |                                                |
| 86   | Carl-Stolte-Straße                | Friedhof mit                                                  | |                                                |
| 86   |                                   | Kapelle,                                                      | |                                                |
| 86   |                                   | Einweihungsdenkmal (1826),                                    | |                                                |
| 86   |                                   | 2 Grabplatten Kankelwitz,                                     | |                                                |
| 86   |                                   | Grabstein Marie Hager,                                        | |                                                |
| 86   |                                   | Grabstein Johanna Beckmann,                                   | |                                                |
| 86   |                                   | Grabstein Fritz Person,                                       | |                                                |
| 86   |                                   | Grabstein Sehlmacher,                                         | |                                                |
| 86   |                                   | Grabkreuz Adolph Sopha,                                       | |                                                |
| 86   |                                   | Grabmal Krüger-Haye,                                          | |                                                |
| 86   |                                   | Kriegsgräber 1939/1945                                        | |                                                |
| 86   |                                   | Familiengrabstätte Carl-Friedrich Wilhelm Stolte (1824–1897), | |                                                |
| 86   |                                   | Familiengrabstätte Dr. Karl Stolte (1881–1951)                | |                                                |
| 93   | Carl-Stolte-Straße                | Denkmalsberg/Papageienberg mit                                | |                                                |
| 93   |                                   | Kriegerdenkmal 1870/71,                                       | | Kriegerdenkmal 1870/71,                        |
|      |                                   | Kriegerdenkmal 1914/18 mit                                    | | Kriegerdenkmal 1914/18 mit                     |
| 93   |                                   | historischer Bepflanzung                                      | |                                                |
| 87   | Dewitzer Chaussee 7               | ehem. Forstschule (Jugendherberge)                            | Das Gebäude wurde 1946 als Jugendschule gebaut. | ehem. Forstschule (Jugendherberge)             |
| 88   | Dewitzer Chaussee 17 (Karte)      | Wohnhaus der Marie Hager                                      | 1-gesch. Putzbau mit Mansarddach von 1921, heute Museum | Weitere Bilder                                 |
| 89   | Grabenstraße 2                    | Wohnhaus mit                                                  | |                                                |
| 89   |                                   | Fachwerkscheune                                               | |                                                |
| 90   | Klüschenbergstraße                | Eiskeller                                                     | |                                                |
| 91   | Klüschenbergstraße                | ehem. Wasserwerk                                              | |                                                |
| 92   | Klüschenstraße 17                 | Schule mit Turnhalle                                          | |                                                |
| 94   | Kurze Straße 1 (Karte)            | ehem. Kapelle zum Heiligen Geist (Heimatstube)                | ältestes Gebäude von 1290 aus Feldsteinen; wurde 1576 Hospitalgebäude. | ehem. Kapelle zum Heiligen Geist (Heimatstube) |
| 95   | Lange Straße                      | Handschwengelpumpe (links neben Lange Straße 20)              | |                                                |
| 96   | Lange Straße 3                    | Wohn- und Geschäftshaus                                       | |                                                |
| 97   | Lange Straße 9                    | ehem. Brauerei mit                                            | |                                                |
| 97   |                                   | Keller des Hauptgebäudes,                                     | |                                                |
| 97   |                                   | Hofbebauung                                                   | |                                                |
| 99   | Lange Straße 21                   | Wohnhaus                                                      | |                                                |
| 101  | Lange Straße 25                   | Wohnhaus                                                      | |                                                |
| 102  | Lange Straße 29 (Karte)           | Wohn- und Geschäftshaus mit                                   | | Wohn- und Geschäftshaus mit                    |
| 102  |                                   | Wirtschaftsgebäude                                            | |                                                |
| 103  | Marktstraße 2                     | Wohnhaus                                                      | | Wohnhaus                                       |
| 105  | Marktstraße 7                     | Wohnhaus (Pflegeheim)                                         | | Wohnhaus (Pflegeheim)                          |
| 106  | Marktstraße 9                     | Gasthaus Zur Linde mit                                        | | Gasthaus Zur Linde mit                         |
| 106  |                                   | Anbau und                                                     | |                                                |
| 106  |                                   | Tanzsaal                                                      | |                                                |
| 107  | Marktstraße 10                    | Wohnhaus                                                      | | Wohnhaus                                       |
| 108  | Marktstraße 14                    | Ackerbürgerhaus                                               | | Ackerbürgerhaus                                |
| 109  | Mühlenstraße (vor Mühlenstraße 2) | Handschwengelpumpe                                            | | Handschwengelpumpe                             |
| 110  | Mühlenstraße 8                    | Hofgebäude                                                    | |                                                |
| 112  | Mühlenstraße 29                   | Amtsmühle                                                     | | Amtsmühle                                      |
| 113  | Mühlenstraße 30                   | Mühlenvilla (Rathaus)                                         | | Mühlenvilla (Rathaus)                          |
| 116  | Papiermühlenweg 8                 | Bauernhaus                                                    | |                                                |
| 1267 | K 25/K 24                         | Meilenstein                                                   | |                                                |
| 117  | Sabeler Weg 22 (Karte)            | Kirche (kath.)                                                | | Weitere Bilder                                 |
| 120  | Sabeler Weg                       | große Lehmziegelscheune (C)                                   | |                                                |
| 121  | Sabeler Weg                       | Eiskeller (1852)                                              | |                                                |
| 123  | Teschendorfer Chaussee 38         | Holzhaus                                                      | |                                                |
| 124  | Teschendorfer Chaussee 27         | Chausseehaus mit                                              | |                                                |
| 124  |                                   | Stallscheune und                                              | |                                                |
| 124  | Teschendorfer Chaussee 27         | Hofmauer                                                      | |                                                |

### Bargensdorf
| ID  | Lage                                           | Bezeichnung                   | Beschreibung | Bild       |
| --- | ---------------------------------------------- | ----------------------------- | --- | ---------- |
| 125 | Fünfeichener Weg/L 33                          | Friedhof (neuer) mit          | |            |
| 125 |                                                | Feldsteinmauer                | |            |
| 126 | Stargarder Straße (Karte)                      | Kirche mit                    | spätgotischer, turmloser einschiffiger Findlingsbau vom 15. Jahrhundert, innen Flachdecke, kleiner, hölzerner Westturm vom 18. Jh. | Kirche mit |
| 126 |                                                | Feldsteinmauer                | |            |
| 127 | Rowaer Weg 8, 8a                               | ehem. Schule                  | |            |
| 128 | (ungefähr 500 m südl. vom Abzweig Bargensdorf) | Außenlager des KZ-Ravensbrück | |            |

### Cammin
| ID  | Lage                | Bezeichnung               | Beschreibung | Bild           |
| --- | ------------------- | ------------------------- | --- | -------------- |
| 133 | Am Bahnhof 1        | Bahnhof                   | Der Bahnhof Cammin (Meckl) an der Berliner Nordbahn wurde 1910 eröffnet. Das Empfangsgebäude dient heute als Wohnhaus. | Bahnhof        |
| 134 | Hauptstraße         | Spritzenhaus              | | Spritzenhaus   |
| 135 | Hauptstraße         | Kirche mit                | | Weitere Bilder |
| 135 |                     | Feldsteintrockenmauer und | |                |
| 135 |                     | Handschwengelpumpe        | |                |
| 136 | Lindenallee 3       | Gutsanlage mit            | | Gutsanlage mit |
| 136 | Lindenallee 3       | Gutshaus,                 | |                |
| 136 |                     | Park,                     | |                |
| 136 | Hauptstraße 55, 55a | Torhaus,                  | |                |
| 136 | Lindenallee         | Zufahrtsallee,            | |                |
| 136 |                     | Stallscheune              | | Stallscheune   |

### Godenswege
| ID  | Lage               | Bezeichnung    | Beschreibung | Bild |
| --- | ------------------ | -------------- | ------------ | ---- |
| 378 |                    | Wegweiserstein |              |      |
| 377 | Godensweger Straße | Spritzenhaus   |              |      |

### Gramelow
| ID  | Lage                    | Bezeichnung                        | Beschreibung | Bild       |
| --- | ----------------------- | ---------------------------------- | ------------ | ---------- |
| 398 | Camminer Weg 1          | Schmiede                           |              |            |
| 399 | Kastanienallee 12       | Wohnhaus mit ehemaliger Gaststätte |              |            |
| 400 | Alte Dorfstraße 23      | Gutsanlage mit Gutshaus            |              |            |
| 400 | Alte Dorfstraße 23      | Speicher                           |              |            |
| 400 | Alte Dorfstraße 21      | Pferdestall                        |              |            |
| 401 | Alte Dorfstraße 2 und 4 | Landarbeiterhaus                   |              |            |
| 402 | Alte Dorfstraße 15      | Landarbeiterhaus                   |              |            |
| 403 | (Karte)                 | Kirche mit                         |              | Kirche mit |
| 403 |                         | Glocke (im freist. Glockenstuhl)   |              |            |

### Kreuzbruchhof
| ID  | Lage             | Bezeichnung    | Beschreibung | Bild |
| --- | ---------------- | -------------- | ------------ | ---- |
| 129 | Kreuzbruchhof 11 | Bauernhaus mit |              |      |
| 129 | Kreuzbruchhof 11 | Stallscheune   |              |      |

### Loitz
| ID  | Lage           | Bezeichnung                                | Beschreibung | Bild           |
| --- | -------------- | ------------------------------------------ | ------------ | -------------- |
| 580 | Lindenstraße 6 | Gutsanlage mit Gutshaus                    |              |                |
| 580 |                | Pferdestallspeicher                        |              |                |
| 580 |                | Kuhstall (mit Krüppelwalmdach)             |              |                |
| 581 | (Karte)        | Kirche mit                                 |              | Weitere Bilder |
| 581 |                | Glocke (im freistehenden Glockenstuhl) und |              |                |
| 581 |                | Feldsteintrockenmauer                      |              |                |

### Quastenberg
| ID  | Lage    | Bezeichnung                               | Beschreibung | Bild       |
| --- | ------- | ----------------------------------------- | --- | ---------- |
| 130 | (Karte) | Kirche mit                                | 2 Glocken (im freistehenden Glockenstuhl) und Grabgitter auf dem alten Friedhof: Rechteckige Dorfkirche von 1842 aus Backstein mit Satteldach nach Plänen von Friedrich Wilhelm Buttel, Kanzelaltar von 1765 aus dem Vorgängerbau. | Kirche mit |
| 130 |         | Einfriedung                               | |            |
| 130 |         | 2 Glocken (im freistehenden Glockenstuhl) | |            |
| 130 |         | Grabgitter auf dem alten Friedhof         | |            |

### Riepke
| ID  | Lage           | Bezeichnung     | Beschreibung | Bild            |
| --- | -------------- | --------------- | ------------ | --------------- |
| 944 | Riepker Straße | Eisenbahnbrücke |              | Eisenbahnbrücke |

### Sabel
| ID  | Lage    | Bezeichnung                                | Beschreibung | Bild                                       |
| --- | ------- | ------------------------------------------ | ------------ | ------------------------------------------ |
| 132 | (Karte) | Kirche mit                                 |              | Weitere Bilder                             |
| 132 |         | Grabgitter,                                |              | Grabgitter,                                |
| 132 |         | Glocke (im freistehenden Glockenstuhl) und |              | Glocke (im freistehenden Glockenstuhl) und |
| 132 |         | Grabmal Tiedt auf dem Friedhof             |              | Grabmal Tiedt auf dem Friedhof             |

### Teschendorf
| ID   | Lage                  | Bezeichnung                                               | Beschreibung | Bild           |
| ---- | --------------------- | --------------------------------------------------------- | ------------ | -------------- |
| 1057 | Gramelower Straße 1,3 | Schule mit                                                |              |                |
| 1057 | Gramelower Straße 1,4 | Stall und                                                 |              |                |
| 1057 | Stargarder Straße 1   | Handschwengelpumpe                                        |              |                |
| 1059 | Stargarder Straße 2   | Pfarrhaus mit                                             |              |                |
| 1059 | Loitzerstraße 1       | Stall                                                     |              |                |
| 1060 | Loitzerstraße 3       | Büdnerei mit                                              |              |                |
| 1060 | Loitzerstraße 3       | Stall                                                     |              |                |
| 1061 | Loitzerstraße 2       | Büdnerei mit                                              |              |                |
| 1061 | Loitzerstraße 2       | Stall                                                     |              |                |
| 1062 | Loitzer Straße 9      | Büdnerei mit                                              |              |                |
| 1062 | Loitzer Straße 9      | Stall                                                     |              |                |
| 1063 | Loitzer Straße 6      | Landarbeiterhaus mit                                      |              |                |
| 1063 | Loitzer Straße 6      | Stall                                                     |              |                |
| 1064 | (Karte)               | Kirche mit                                                |              | Weitere Bilder |
| 1064 |                       | Feldsteinmauer,                                           |              |                |
| 1064 |                       | Glocke (im freistehenden Glockenstuhl) und                |              |                |
| 1064 |                       | Granitstele                                               |              |                |
| 1065 |                       | Meilenstein (Rundsockelstein) an der Straße nach Gramelow |              |                |

### Teschendorf-Siedlung
| ID   | Lage        | Bezeichnung    | Beschreibung | Bild |
| ---- | ----------- | -------------- | ------------ | ---- |
| 1067 | Siedlung 1  | Aufsiedlerhaus |              |      |
| 1068 | Siedlung 2  | Aufsiedlerhaus |              |      |
| 1073 | Siedlung 11 | Aufsiedlerhaus |              |      |

## Gestrichene Baudenkmale
- Burg Stargard, Sabeler Weg, Lehmstakenscheune (A)
- Burg Stargard, Sabeler Weg 6, Armenhaus

## Quelle
- Karte der Baudenkmale im Geoportal des Landkreises